# Mindre noddy
Mindre noddy (Anous tenuirostris) är en fågel i familjen måsfåglar inom ordningen vadarfåglar. Den är en brunsvart tärnliknande fågel som häckar på tropiska öar i Indiska oceanen. Beståndet anses vara livskraftigt.

## Utseende
Mindre noddy är som namnet avslöjar en relativt liten noddy, men är större än både grå noddy och blek noddy. Den har en kroppslängd av 30–34 centimeter och vingbredden är 58–63 centimeter. 
Arten är med sin brunsvarta fjäderdräkt med blekare grå hjässa och panna är mest lik svart noddy (Anous minutus) och de två har tidigare behandlats som en och samma art. Mindre noddy är dock just mindre, men också något ljusare och har ljus snarare än mörk tygel. Båda arterna skiljer sig från den större arten brun noddy genom svartare fjäderdräkt, grå stjärt som kontrasterar mot mörkare rygg, längre och smalare näbb samt enhetligt mörk ovan- och undersida av vingarna.

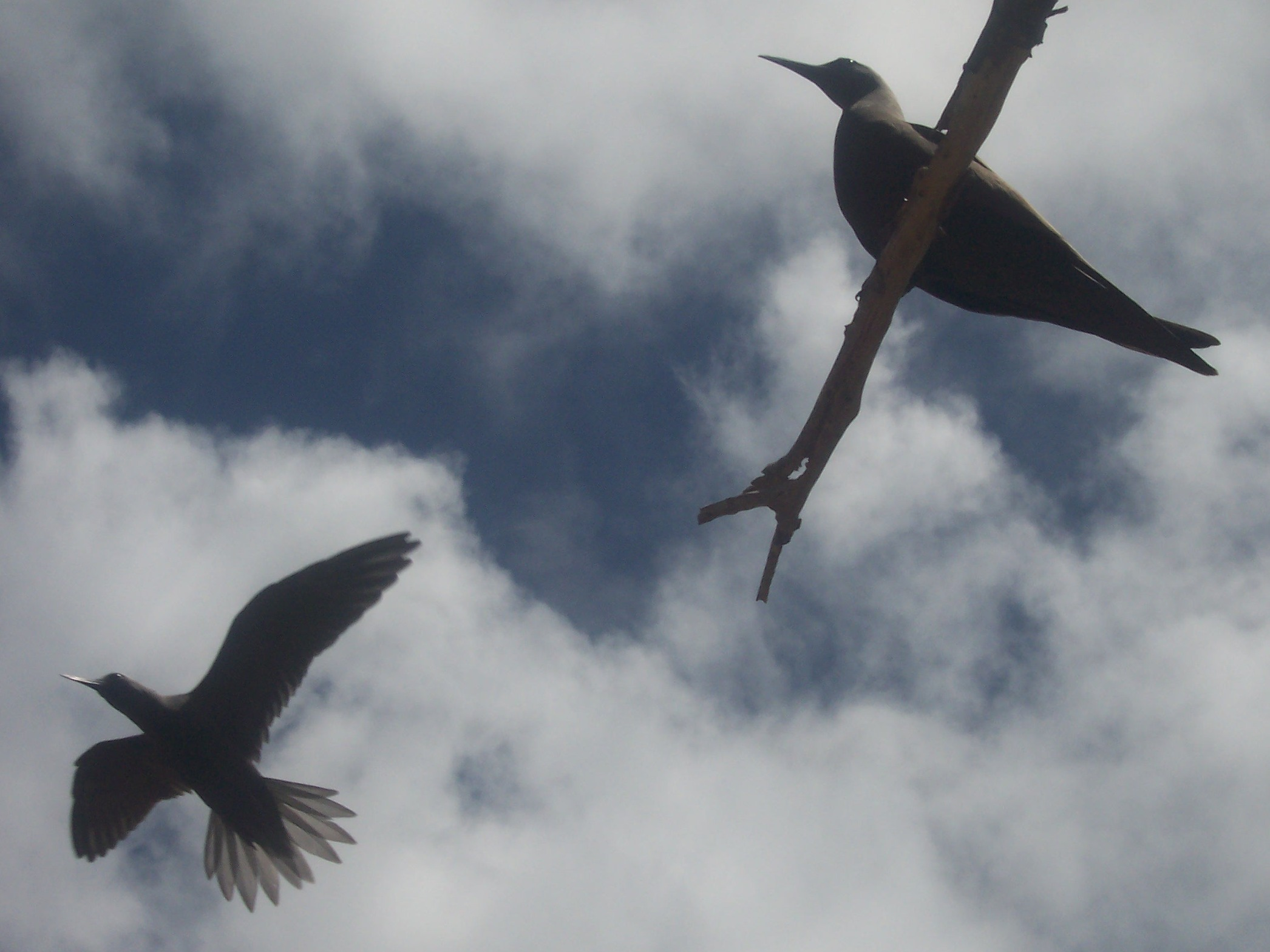
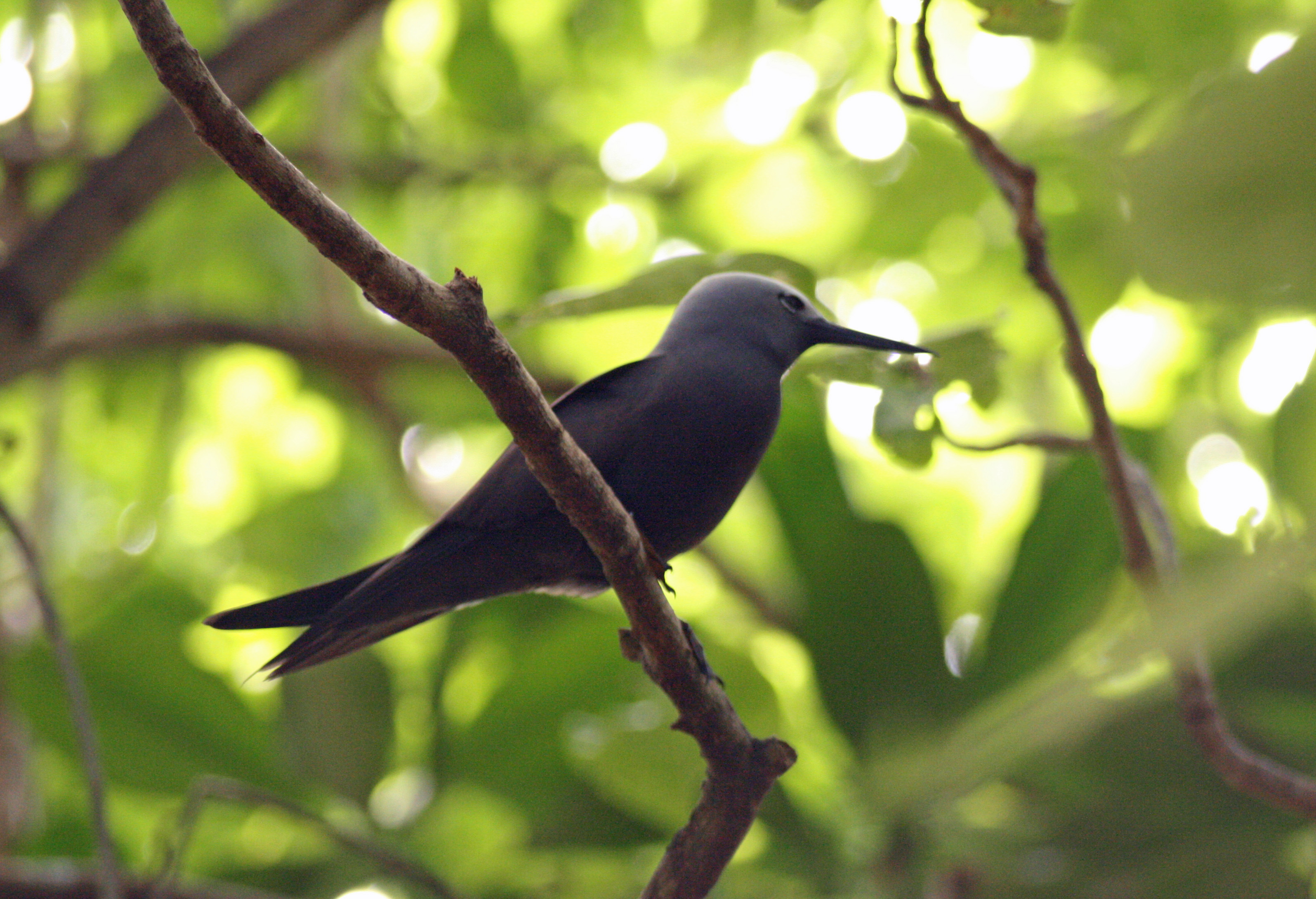

## Läten
Häckande fåglar avger ett raspigt "arrrk arrrk", men även lägre "ugugug". Även ett mekaniskt surrande "byowp" kan höras när den är upprörd.

## Utbredning och systematik
Mindre noddy förekommer enbart i Indiska oceanen och delas in i två underarter med följande utbredning:
- Anous tenuirostris tenuirostris – häckar i Seychellerna, Maskarenerna, Maldiverna samt Chagosöarna i Indiska oceanen
- Anous tenuirostris melanops – häckar på Houtman Abrolhos-öarna samt möjligen Ashmore Reef utanför västra Australiens kust

Underarten melanops kan vara stannfågel medan nominatformen rör sig efter häckning mot Madagaskar och östra Afrikas kust mellan södra Somalia och Kenya. Den ses även fåtaligt men regelbundet i Oman. Tillfälligt har arten observerats i bland annat Sydafrika, Sri Lanka, Förenade Arabemiraten och Jemen.

## Levnadssätt
Mindre noddy häckar från augusti till oktober i stora kolonier med tiotusentals par. Den häckar i mangroveskogar på oceaniska korallöar med grunda laguner men också direkt på sand- eller klapperstensstränder. Det av sjögräs uppbyggda boet placeras lågt i en buske eller i ett högt mangroveträd på en vågrät gren eller i en grenklyka. Avståndet mellan bona i koloni är mellan 0,3 och fem meter.
Även utanför häckningstid är den fortfarande mycket social och ses vanligtvis i flockar med upp till 45 individer. Den födosöker främst nära land runt öarna de häckar på men har också observerats långt ute till havs. Arten lever av små ytlevande fiskar och ryggradslösa djur som bläckfiskar. Före häckning ses också vuxna fåglar inta stora mängder av korall som kalciumkälla inför äggläggning.

## Status och hot
Arten har ett stort utbredningsområde och en stor population som tros vara stabil. Utifrån dessa kriterier kategoriserar IUCN arten som livskraftig (LC). Världspopulationen uppskattas till 1,2 miljoner individer.

## Namn
Fågeln har på svenska även kallats långnäbbad noddy. Det vetenskapliga artnamnet tenuirostris betyder "slanknäbbad", från latinets tenuis ("slank") och rostris ("-näbbad", av rostrum", "näbb").